# Jaroslav Lev von Rosental
Jaroslav Lev von Rosental und Blatna (tschechisch Jaroslav Lev z Rožmitála a z Blatné) (* um 1425; † 1480) war ein böhmischer Adliger aus dem Geschlecht der Lev von Rosental.

## Leben
Neben der Stammburg in Rosental hielt er auch Schloss Blatná. In den Jahren 1465 bis 1467 unternahm er im Auftrag seines Schwagers, des böhmischen Königs Georg von Podiebrad, eine diplomatische Reise durch Europa. Er leitete dabei eine Delegation von 40 katholischen Adligen und Rittern mit 52 Pferden. Er machte sich nicht nur einen Namen bei Turnieren, sondern versuchte den guten Ruf Böhmens, geschädigt durch die Hussitenkriege, wiederherzustellen und das Land und den Regenten in ein gutes Licht zu rücken. Die Gesellschaft bereiste Deutschland, Belgien, England, Frankreich, Spanien, Portugal und hielt sich zum Schluss in Venedig auf. Nach dem Besuch des Kaisers Friedrich in der Steiermark kehrte sie nach Böhmen zurück. Die Reise war von Erfolg gekrönt. Nach seiner Rückkehr wurde Lev von Rosental für seine Verdienste zum Höchsten Hofmeister des böhmischen Königreiches ernannt, von 1467 bis 1469 zudem zum Hauptmann des Landkreises Písek.
Die Delegation wurde auch vom Patrizier Gabriel Tetzl von Grafenberg begleitet, der die Reise später in seiner Chronik beschrieb. Memoiren hinterließ auch sein Gefährte, der Ritter Václav Šašek z Bířkova.
Obwohl Katholik, hielt Lev zum König. Er wurde in Platten bestattet. Seine Frau stammte aus dem Geschlecht der Bezdružický von Kolowrat. Sein Name wurde nach seinem Tode dem Prädikat von Rosental vorgestellt.